# Alicia Monson
Alicia Monson (Amery, 13 maggio 1998) è una mezzofondista statunitense, ha partecipato ai Giochi olimpici estivi di Tokyo 2020.

## Record nazionali
Seniores
- 3000 m piani indoor: 8'25"05 ( New York, 11 febbraio 2023)
- 5000 m piani: 14'19"45 ( Londra, 23 luglio 2023)
- 10000 m piani: 30'03"82 ( San Juan Capistrano, 4 marzo 2023)

## Palmarès
| Anno | Manifestazione  | Sede     | Evento        | Risultato | Prestazione | Note  |
| ---- | --------------- | -------- | ------------- | --------- | ----------- | ----- |
| 2021 | Olimpiadi       | Tokyo    | 10000 m piani | 13ª       | 31'21"36    |       |
| 2022 | Mondiali indoor | Belgrado | 3000 m piani  | 7ª        | 8'46"39     | [ 1 ] |
| 2022 | Mondiali        | Eugene   | 10000 m piani | 13ª       | 30'59"85    | [ 2 ] |
| 2023 | Mondiali        | Budapest | 5000 m piani  | 14ª       | 15'04"08    |       |
| 2023 | Mondiali        | Budapest | 10000 m piani | 5ª        | 31'32"29    |       |

## Campionati nazionali
2021
- Bronzo ai campionati trials statunitensi (Eugene), 10000 m piani - 31'18"55

2022
- Oro ai campionati statunitensi (San Diego), corsa campestre - 34'01"
- Argento ai campionati statunitensi indoor (Spokane), 3000 m piani - 8'43"86
- Argento ai campionati statunitensi (Eugene), 10000 m piani - 30'51"09

## Altre competizioni internazionali
2021
- 5ª al Prefontaine Classic ( Eugene), 5000 m piani - 14'48"49
- 9ª al Meeting de Paris ( Parigi), 3000 m piani - 8'40"08
- 9ª all'Memorial Van Damme ( Bruxelles), 5000 m piani - 14'42"56

2022
- 5ª al Bislett Games ( Oslo), 5000 m piani - 14'31"11
- 4ª al Kamila Skolimowska Memorial ( Chorzów), 3000 m piani - 8'41"61
- Argento all'Athletissima ( Losanna), 3000 m piani - 8'26"81
- 6ª al Weltklasse Zürich ( Zurigo), 5 km piani - 14'38"
- Oro al Cross Champs ( Austin) - 26'56"

2023
- 5ª ai London Anniversary Games ( Londra), 5000 m piani - 14'19"45
- Oro al Millrose Games ( New York), 5000 m piani - 8'25"05